# Jean Graton
Jean Graton (ur. 10 sierpnia 1923 w Nantes, zm. 21 stycznia 2021 w Brukseli) – francuski rysownik oraz scenarzysta komiksowy. Znany zwłaszcza jako autor serii komiksowej Michel Vaillant ukazującej się w magazynie „Tintin” od 1957. Seria ta liczy prawie siedemdziesiąt albumów.

## Kariera
Jean Graton od dziecka wykazywał zainteresowanie motoryzacją, na co niewątpliwie miała wpływ profesja ojca, z zawodu mechanika, a ponadto gospodarza nantyjskiego klubu motocyklistów. W 1947 przeprowadził się do Brukseli, a w 1951, dzięki pomocy Jeana-Michela Charliera, zaczął ilustrować Les Belles Histoires de l'oncle Paul, które ukazywały się w magazynie „Spirou”. W 1957 stworzył postać Michela Vaillanta, której historie przyniosły mu największą popularność.
Duży wkład w koloryzację rysunków miała żona Gratona, Francine, scenarzystka serii Les Labourdet. Jego trzeci syn, Philippe Graton, był jednym z współtwórców adaptacji filmowej komiksu „Michel Vaillant”.

## Komiksy
- Seria Michel Vaillant
- Seria Julie Wood
- Seria Les Labourdet
- Seria rysunków dla magazynu „Spirou” : Les belles histoires de l'Oncle Paul